# Leptanthura glacialis
Leptanthura glacialis is een pissebed uit de familie Leptanthuridae. De wetenschappelijke naam van de soort is voor het eerst geldig gepubliceerd in 1910 door Hodgson.